# Gomer Sandberg
Gomer Fredrik Sandberg, född 1 juli 1861 i Halmstad, död 23 februari 1929 i Stockholm, var en svensk tandläkare.
Gomer Sandberg var son till hovpredikanten och kontraktsprosten Johan Fredrik Sandberg. Han genomgick Schartaus handelsinstitut i Stockholm 1877–1879 och avlade mogenhetsexamen i Norrköping 1885 samt tandläkarexamen 1889. Han var praktiserande tandläkare i Skövde från 1889 till sin död. 1915 arbetade han några månader i Wien för behandling av i kriget käkskadade. Sandberg gjorde en viktig insats genom sitt pionjärarbete inom militär tandvård. Vid Livregementets husarer grundade han 1906 Sveriges första militärpoliklinik för tandvård, och han var dess föreståndare till 1920. 1916 tillhörde han kommittén för utredning angående ordnandet av den militära tandvården i fält. Sandberg var en av stiftarna av Skaraborgs läns tandläkaresällskap 1902 och dess ordförande till 1909. Han publicerade en rad uppsatser rörande militär tandvård och kårsociala frågor, utgav broschyren Tändernas vård (1895) och redigerade Tandläkarebladet 1909–1912. Han innehade en mängd uppdrag i Skövde, bland annat som extra rådman från 1902.